# Louis de Treytorrens
Louis de Treytorrens (* 5. Februar 1726 in Lausanne; † 9. Februar 1794 ebenda) war ein Schweizer Mathematiker und Philosoph.
De Treytorrens studierte ab 1739 an der Akademie in Lausanne und in Leiden und wurde 1751 in Lausanne, wo sein Großvater Gabriel Bergier Pfarrer gewesen war, als Pfarrkandidat ordiniert. Er wechselte dann aber 1758 als Lehrer für Mathematik, Naturlehre (Physik) und Philosophie an die Akademie in Lausanne, wo er ab 1761 ordentlicher Professor für Philosophie war und deren Rektor er von 1772 bis 1775 war. Er war Korrespondent der Pariser Akademie der Wissenschaften.